# Spor (matematická logika)
Spor v matematické logice znamená, že z výchozích předpokladů lze dokázat nějaké tvrzení i jeho negaci. V praxi se často dokazuje negace původního tvrzení, nebo se dokazuje tvrzení, že nějaká hodnota se nerovná sama sobě.
Pokud spor vyplývá z axiomů nějaké teorie, znamená to, že tato teorie je sporná. Ve sporné teorii je možné dokázat libovolné tvrzení, proto je nepoužitelná.
Pokud (v bezesporné teorii) z nějakého tvrzení vyplývá spor, je výchozí tvrzení nepravdivé. Toho se používá pro důkaz sporem.